# Sint-Bonifatiuskerk (Dokkum)
De Sint-Bonifatiuskerk is een kerkgebouw in Dokkum in de Nederlandse provincie Friesland. De kerk is sinds 1976 een rijksmonument.

## Beschrijving
De rooms-katholieke kerk is gewijd aan de H. Martinus en HH. Bonifatius en Gezellen. De neogotische kerk werd gebouwd naar ontwerp van Pierre Cuypers. De kerk was de tweede van de in totaal zeven neogotische kerken die hij in Friesland bouwde. In 1871 begon men baksteen  (rode waalsteen) met de bouw van de driebeukige basilikale kruiskerk en in 1872, hoewel nog niet voltooid, werd de kerk ingewijd. De kerk werd georiënteerd op het oosten. Het polygonaal priesterkoor kwam daardoor aan de Hoogstraat te liggen en daarom werd de klokkentoren - anders dan gebruikelijk - in de hoek naast het koor en de zuidelijke transeptarm gebouwd. Deze toren stortte in 1874 in, maar werd herbouwd. Aan de westzijde bevindt zich nog een kleinere toren. De viering, de transeptarmen en de gewelven van het schip zijn in stucwerk uitgevoerd. In 1878 was de kerk voltooid. Restauraties vonden plaats in de jaren zeventig en tachtig van de twintigste eeuw.
Tot het interieur behoren een orgel van L. van Dam en Zonen uit 1883 (in de jaren negentig van de twintigste eeuw gerestaureerd) en uit het atelier van Mengelberg de kansel uit 1910, een hoogaltaar uit 1876, en de zijaltaren.
De gebrandschilderde ramen zijn van H. de Vos uit 1904 en van Max Weiss, een medewerker van Joep Nicolas, uit 1946.
In de Bonifatiuskapel staat onder het beeld van de H. Bonifatius een reliekschrijn waarin een gedeelte van de schedel van de H. Bonifatius wordt bewaard. Dit relikwie is afkomstig uit de crypte van de Dom van Fulda.

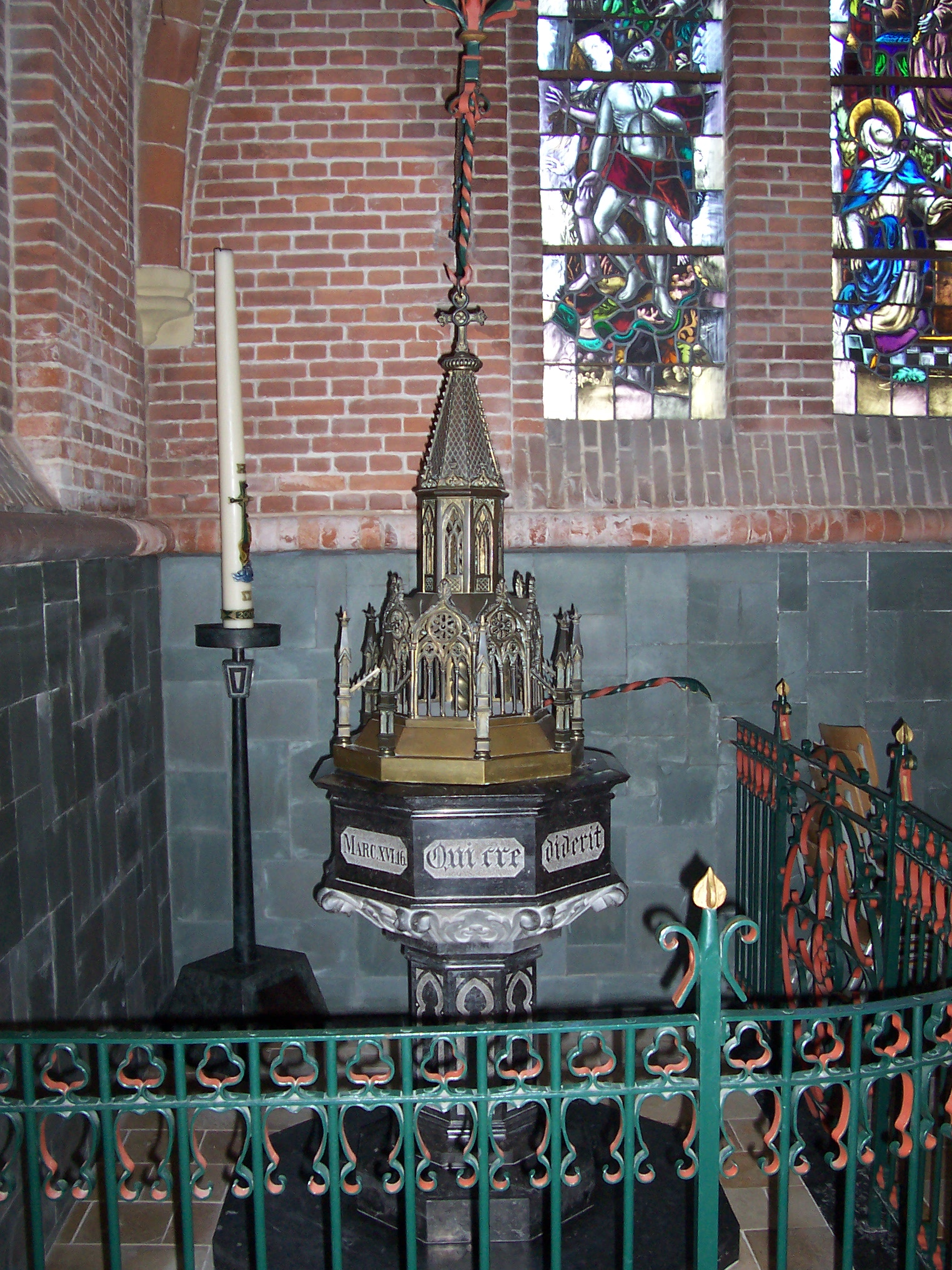
Doopvont
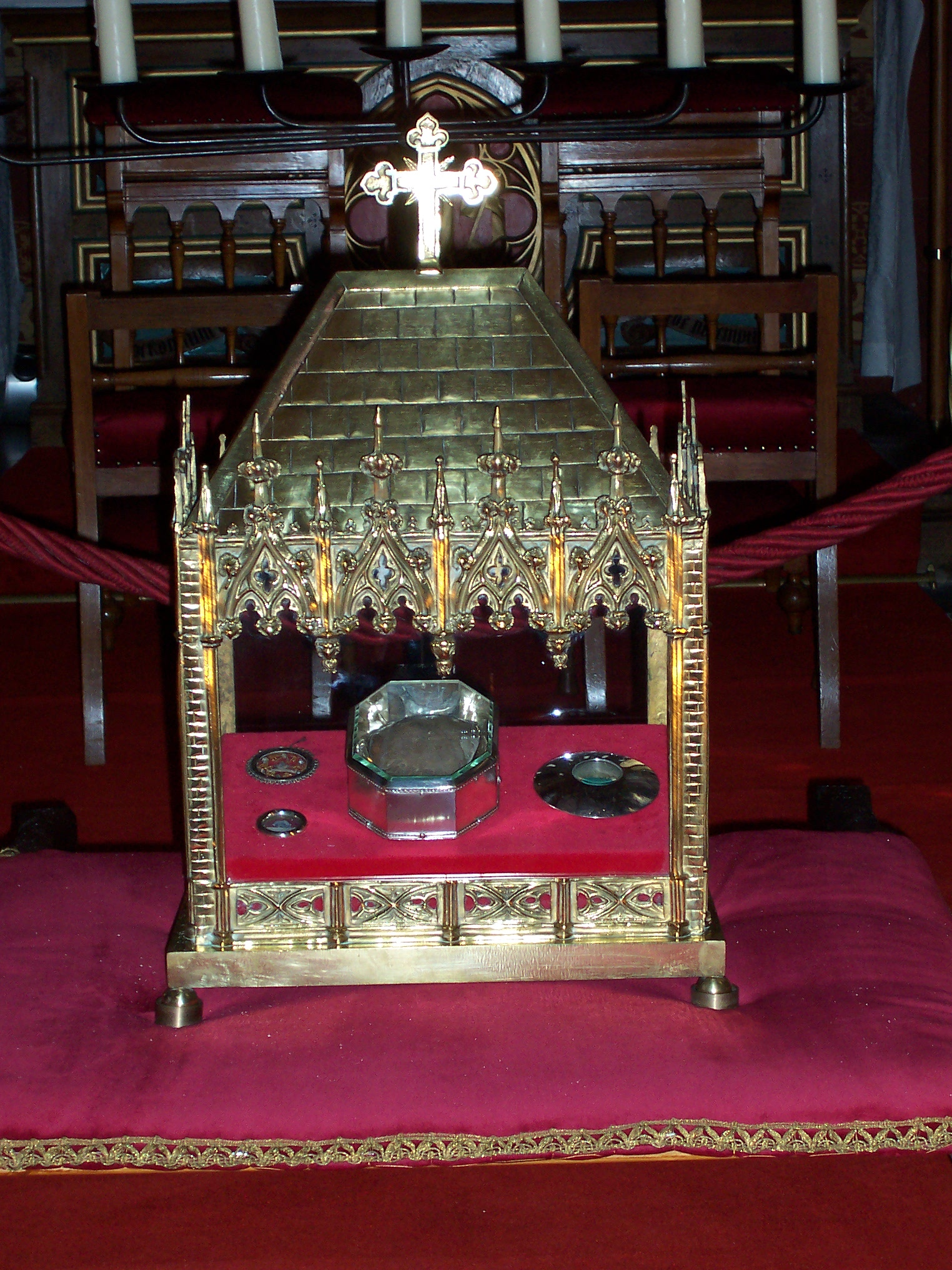
Reliekschrijn
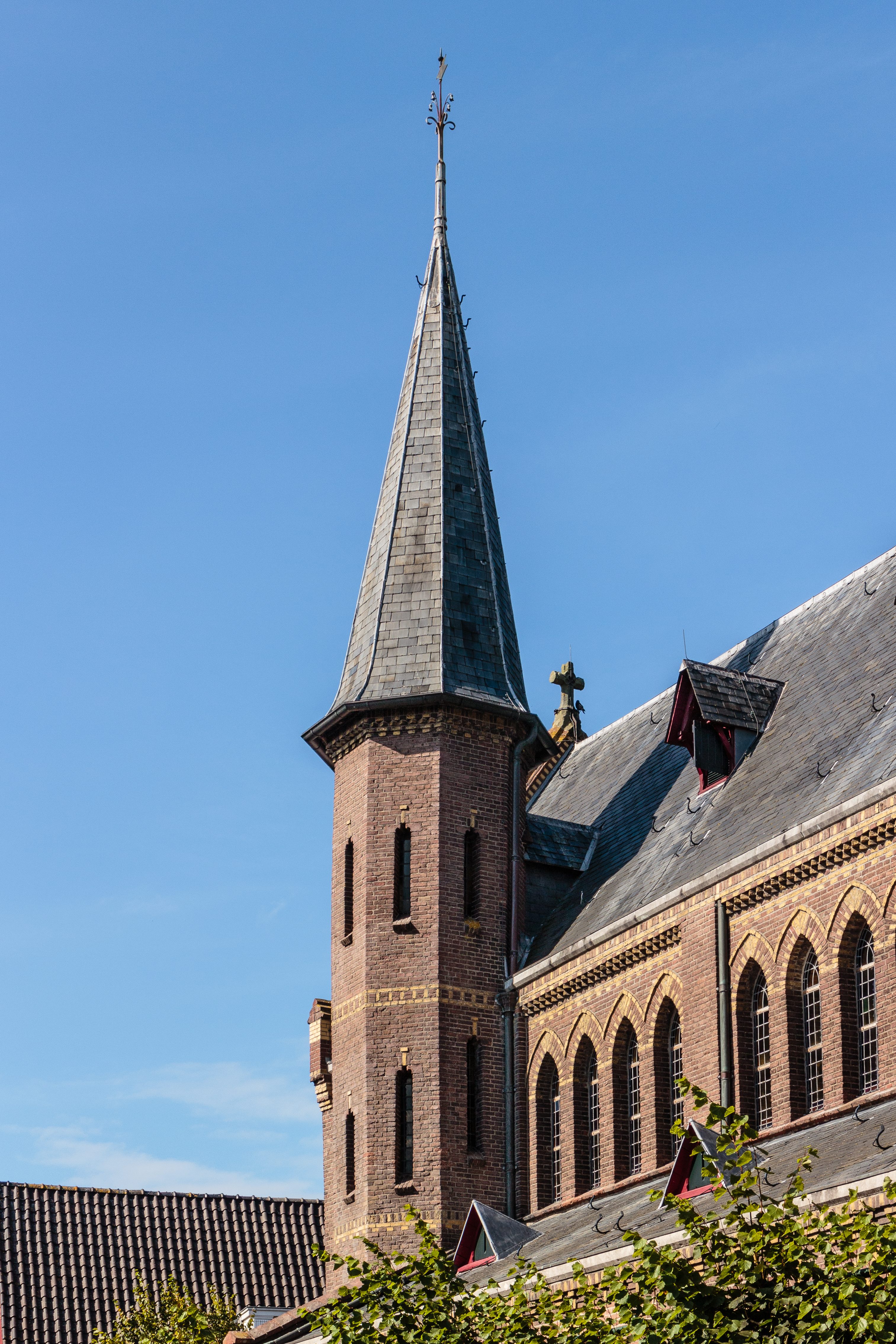
Toren.